# Langues amto-musanes
Les langues amto-musanes sont une famille de langues papoues parlées en Papouasie-Nouvelle-Guinée, dans la province de Sandaun.

## Classification
Les langues amto-musanes ne sont, selon Haspelmath, Hammarström, Forkel et Bank, apparentées à aucune autre famille de langues papoues. Ross les considèrent comme des langues non classifiées.

## Liste des langues
Les langues amto-musanes sont :
- amto
- siawi